# 錫塔馬里縣
錫塔馬里縣（羅馬化：Sītāmaṛhī jilā）是印度的一個縣，位於該國東北部，由比哈爾邦負責管轄，面積2,294平方公里，每年平均降雨量1,200毫米，識字率為53.53%，2011年人口3,419,622，人口密度每平方公里1,491人。

## 外部連結
- Official website
  - Political Map of Sitamarhi District (showing subdistricts)
- Sitamarhi Information Portal

26°36′00″N 85°29′00″E / 26.60000°N 85.48333°E
1. ↑  . March 2016  [18 February 2022].